# Roberto Ivens
Roberto Ivens (Ponta Delgada, 12 de junio de 1850 - 28 de enero de 1898, Dafundo, Oeiras, suburbio de Lisboa) fue un explorador portugués de África, administrador colonial y oficial de la Marina Portuguesa.

## Biografía

### Primeros años
Roberto fue hijo de Júlia Margarida de Medeiros Castelo Branco, de apenas 18 años de edad, proveniente de una familia económicamente modesta, y de Robert Breakspeare Ivens, de 30 años, hijo de William Ivens, rico comerciante inglés, residente en Ponta Delgada desde 1800. No estando sus padres casados, dadas las diferencias sociales y las costumbres de la época, y siendo fruto de amores escondidos y prohibidos —pero tolerados—, su nacimiento tuvo lugar en una casa alquilada, donde el padre había instalado a su madre, que había sido desheredada y expulsada de su casa familiar.
A petición de la madre, el recién nacido fue bautizado a escondidas como hijo de padre desconocido. Entregado a la partera del lugar, Ana de Jesús, fue llevado por esta a la iglesia de Faja, donde fue bautizado. El niño fue criado en compañía de su madre y de su tía, Ana Matilde. Debido a un nuevo embarazo, Roberto Breakspeare Ivens les proporcionó una sirvienta y una casa, y reconoció la paternidad sobre el pequeño Roberto, antes del nacimiento del segundo hijo, Duarte Ivens. Con apenas tres años de edad, su madre murió, víctima de tuberculosis. 
Permaneció en Ponta Delgada, beneficiándose del estatuto social que el reconocimiento por parte de la familia Ivens le confirió. Su padre, que estaba casado, se estableció en Faro, en el Algarve, a donde se llevó a sus hijos en agosto de 1858.  

### Carrera naval
En 1861, Ivens asistió a la Escuela de Marina en Lisboa, donde realizó los estudios que le condujeron a una carrera como oficial de Marina. Siempre fue un estudiante inteligente y aplicado. Concluyó sus estudios en la Marina en 1870 cuando tenía 20 años, con las calificaciones más elevadas. Asistió a la Escola Prática de Artilharia Naval en 1871, partiendo en septiembre de ese año a la India, por el Canal de Suez, como parte de la tripulación de la corbeta Estefânia. 
Inició contactos regulares con Angola en 1872. En octubre de 1874 completó tres años de embarcado en las colonias. Retornó a Portugal en enero de 1875 donde se examinó para obtener el grado de segundo teniente, fuera de la barra de Lisboa. En abril de 1875, navegó en la corbeta Duque de Terceira para Sao Tome y Príncipe y de ahí para los puertos de Sudamérica. Retorna un año después, en abril de 1876, y parte en ese mismo mes con la embarcación India hacia Filadelfia, con productos portugueses para la Exposición Universal de aquella ciudad.
Roberto Ivens, por motivos de salud, abandonó el mar, pasando a prestar colaboración cartográfica en la Sociedad de Geografía de Lisboa, y en la ejecución de trabajos relacionados con África, sobre todo con Angola, en el Ministerio de Marina y Ultramar. Fue nombrado en mayo de 1890 oficial a las órdenes de la Casa Militar del Rey Carlos. En 1891 colaboró en la fundación del Instituto Ultramarino, del cual fue miembro de la Junta Directiva. En diciembre de 1892, entró en la Comisión de Cartografía, como miembro permanente y en abril de 1893 fue transferido para el cargo de ayudante de campo del Rey. En 1895, fue nombrado oficial de la Real Orden Militar de S. Bento de Avis y Secretario de la Comisión de Cartografía. La cima de su carrera en la Marina tuvo lugar en diciembre de 1895, con su ascenso a capitán de fragata. 

### Primer viaje africano: de Benguela a las Tierras de Iaca

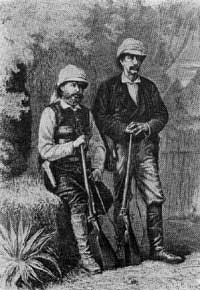
Roberto Ivens y Hermenegildo Capelo en Iaca

Ivens conoció el plan del gobierno para la exploración científica en el interior de África, destinado a explorar los territorios entre las provincias de Angola y Mozambique y realizar el reconocimiento geográfico de las cuencas de los ríos Zaire y Zambeze. Se ofreció como voluntario para participar, pero como la decisión tardaba mucho, pidió ir a servir en la estación naval de Angola. Aprovechó esta estancia para realizar varios reconocimientos, principalmente en el río Zaire, levantando un mapa del río entre Borud y Nóqui. En mayo de 1877, fue finalmente designado para dirigir la expedición y fue ascendido a primer teniente.
En julio de 1877 Roberto Ivens, Brito Capelo y Serpa Pinto comenzaron la expedición. Hecho el trayecto Benguela-Bié, las divergencias entre Serpa Pinto y Brito Capelo llevan a la expedición a dividirse, ya que Serpa Pinto, por su propia iniciativa, trataba de lograr la travesía hasta Mozambique. Brito Capelo y Roberto Ivens permanecieron fieles al proyecto original concentrando su atención en la misión para la que habían sido nombrados, es decir, en las relaciones entre las cuencas del Zaire y del Zambeze. Recorrieron las regiones de Benguela hasta la tierra de Iaca, después de haber delimitado los cursos de los ríos Cubango, Luando y Tohicapa.
El 1 de marzo de 1880, Lisboa recibió triunfalmente a Brito Capelo y Roberto Ivens, siendo el éxito de la expedición perpetuado en el libro De Benguela às Terras de Iaca.

### Segundo viajeafricano: de Angola a la Contra-Costa
En abril de 1883 fue nombrado miembro de la Comisión Central de Geografía, encargada de preparar y publicar una colección de cartas de las posesiones portuguesas de ultramar. Se le encargó realizar los reconocimientos y exploraciones necesarios para reunir los elementos e informaciones esenciales para reconstruir el mapa geográfico de Angola. Ante las decisiones más que previsibles de la Conferencia de Berlín, era necesario demostrar la presencia portuguesa en el interior del África austral, como forma de apoyar las reivindicaciones contenidas en el mapa rosado. Para llevar a cabo este trabajo fueron designados Hermenegildo Capelo y Roberto Ivens. Una vez hechos los preparativos, el viaje comenzó en Porto Pinda, en el sur de Angola, en marzo de 1884. Después de una incursión de Ivens por el río Curoca, el grupo se reunió en Moçamedes para la salida definitiva en abril de ese año.
Fueron catorce meses de infierno en el interior de África, durante los cuales el hambre, el frío, los animales salvajes y la mosca tsé-tsé pusieron en permanente riesgo la vida de los exploradores y su séquito. Las constantes deserciones y la enfermedad y muerte de los porteadores aumentaron el peligro y la incertidumbre. Se perdieron durante cuarenta y dos días a través de un terreno pantanoso, bajo condiciones climáticas difíciles, sin caminos y sin gente cerca. Se les dio por muertos o perdidos, pues no se tuvo noticias de ellos durante casi un año. A lo largo de todo el viaje, Ivens escribió, dibujó, hizo bocetos y recopiló cartas, mientras que Capelo coleccionó especímenes de plantas, rocas y animales. En junio de 1885 la expedición llegó finalmente a Quelimane (Mozambique), habiendo logrado los objetivos definidos por el gobierno.  
Durante el viaje recorrieron más de 8.300 kilómetros y se realizaron numerosas determinaciones geográficas y observaciones magnéticas. Además de establecer la deseada conexión por tierra entre las costas de Angola y Mozambique, exploraron las vastas regiones interiores situadas entre estos dos territorios, y lo relataron en un libro en dos volúmenes llamado De Angola à Contra-Costa.  

## Literatura
- De Benguela às Terras de Iaca, 1881
- De Angola à Contracosta (2 vols.), 1886